# اکین، انمور
اکین، انمور (به لاتین: Akine, Anamur) یک منطقهٔ مسکونی در ترکیه است که در استان مرسین واقع شده‌است.

## خصوصیات
اکین ۴۲۸ نفر جمعیت دارد و ۱۱۵ متر بالاتر از سطح دریا واقع شده‌است.